# Zoltan, Covasna
Zoltan (maghiară Étfalvazoltán) este un sat în comuna Ghidfalău din județul Covasna, Transilvania, România. Se află în partea central-vestică a județului, în Depresiunea Sfântu Gheorghe.

## Monumente
Biserica reformată-calvină din sat, datată din secolul al XVIII-lea, este declarată monument istoric (cod:CV-II-m-B-13338).

## Vezi și
- Biserica reformată din Zoltan
- Poarta barocă din Zoltan

## Imagini

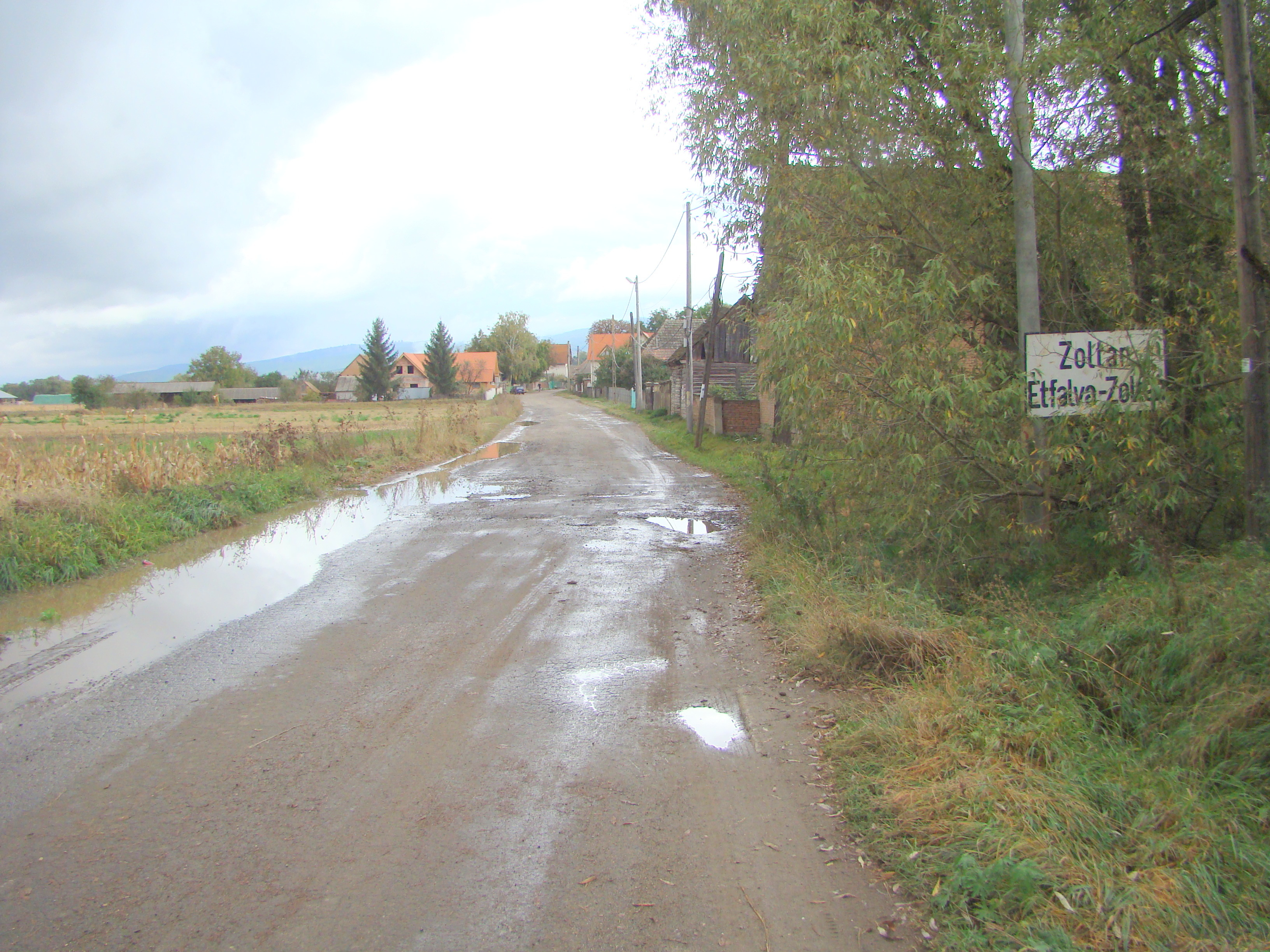
Intrarea în localitate
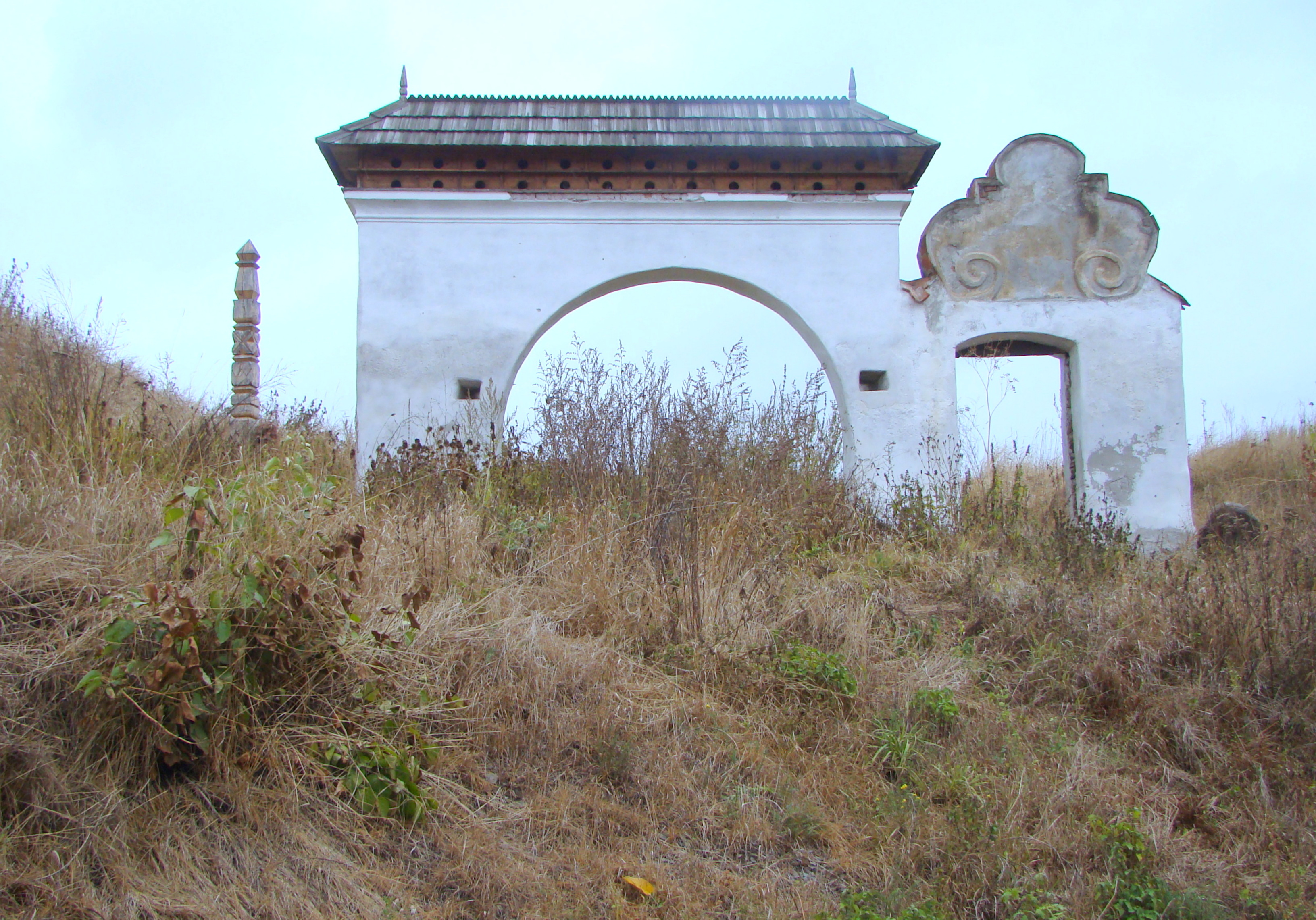
Poarta barocă (monument istoric)
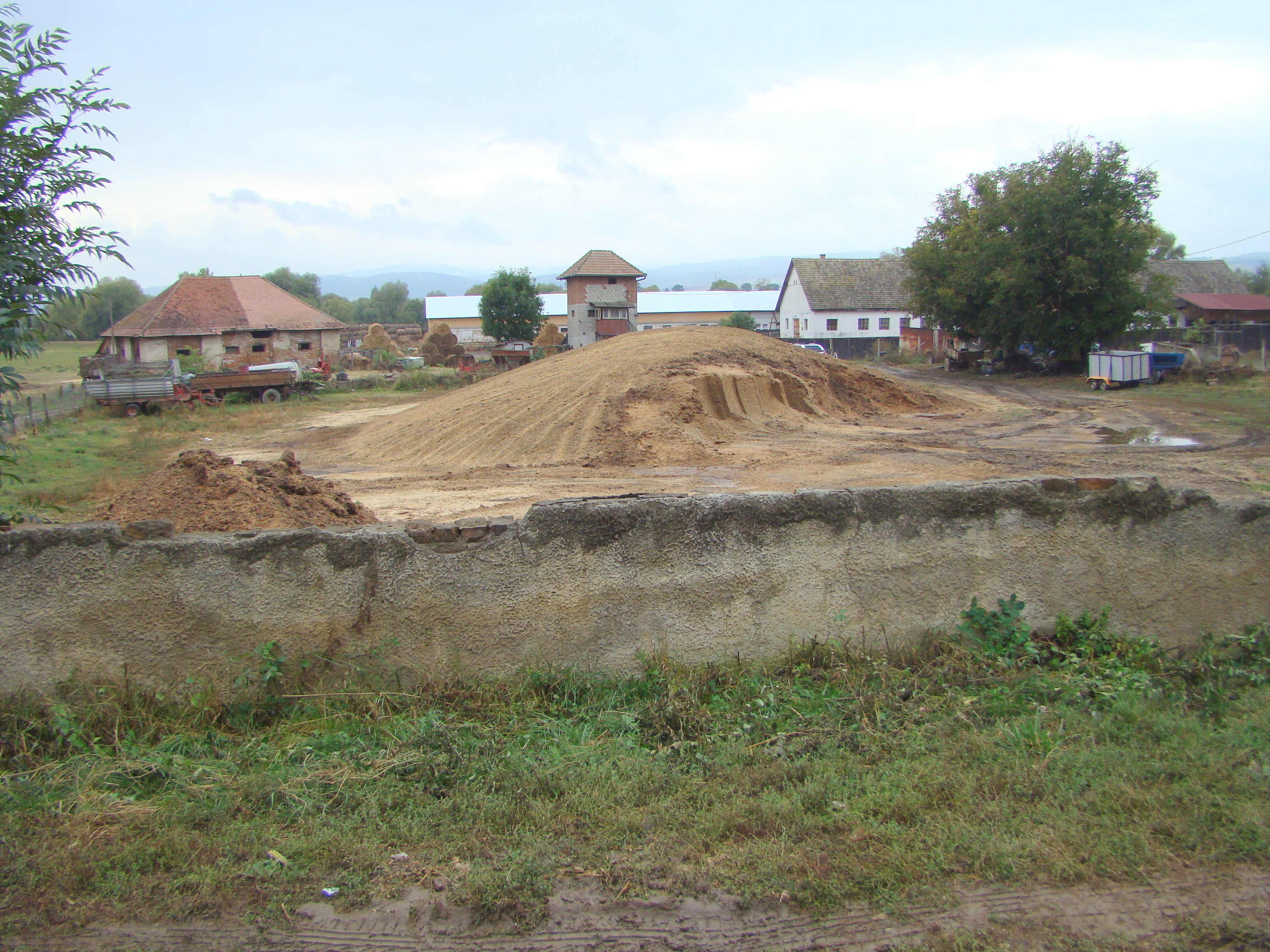
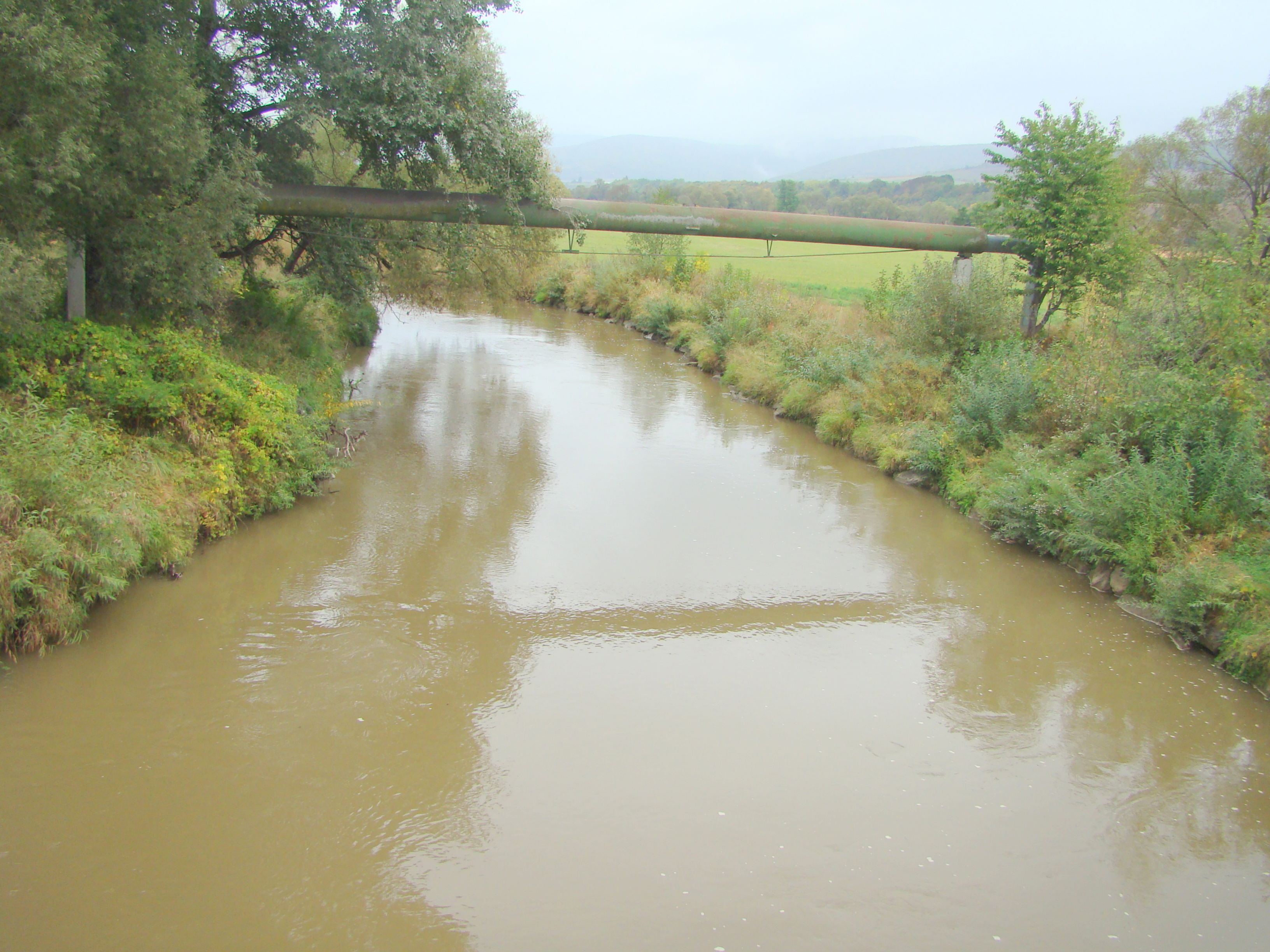
Oltul la Zoltan
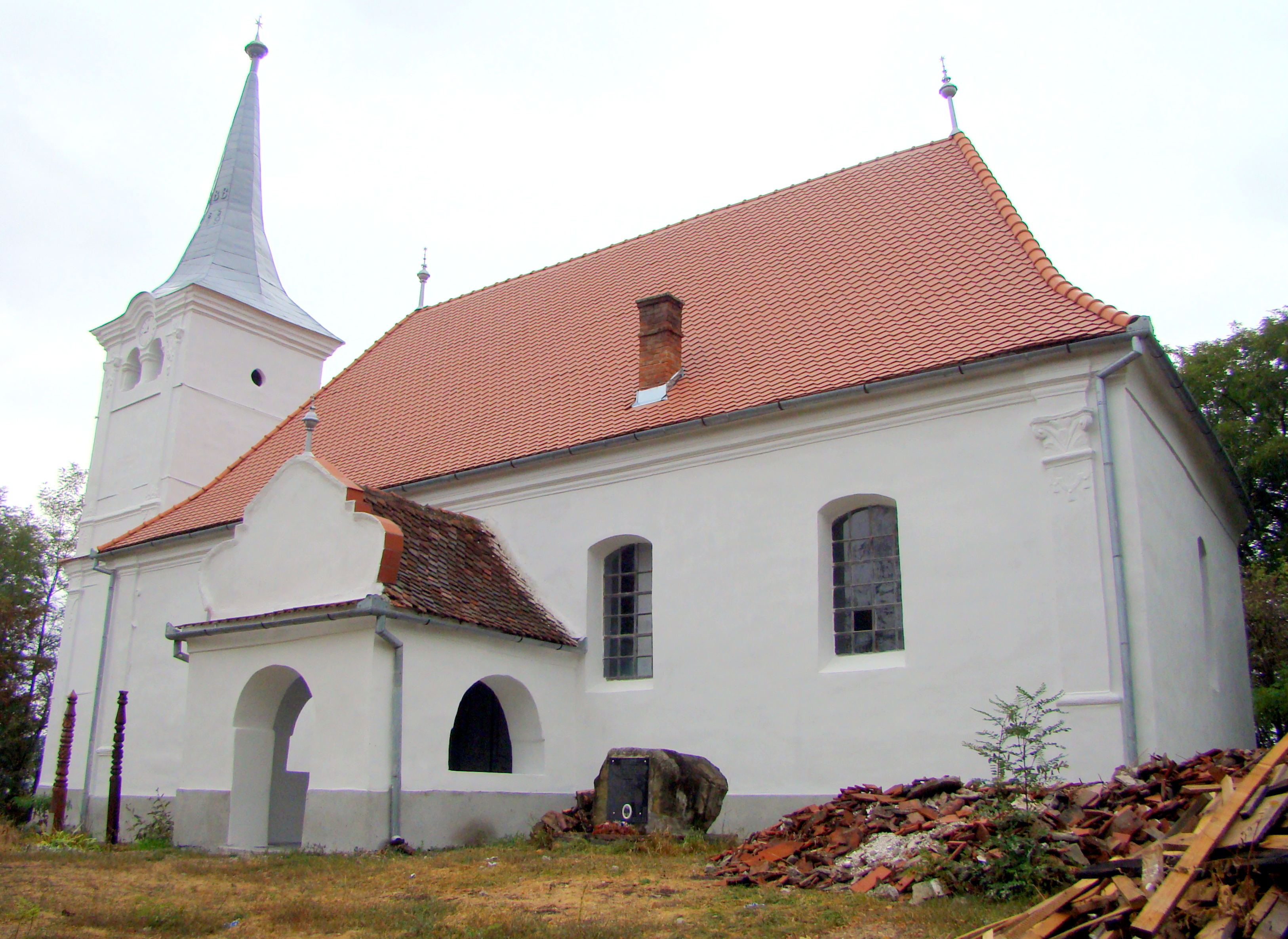
Biserica reformată (monument istoric)
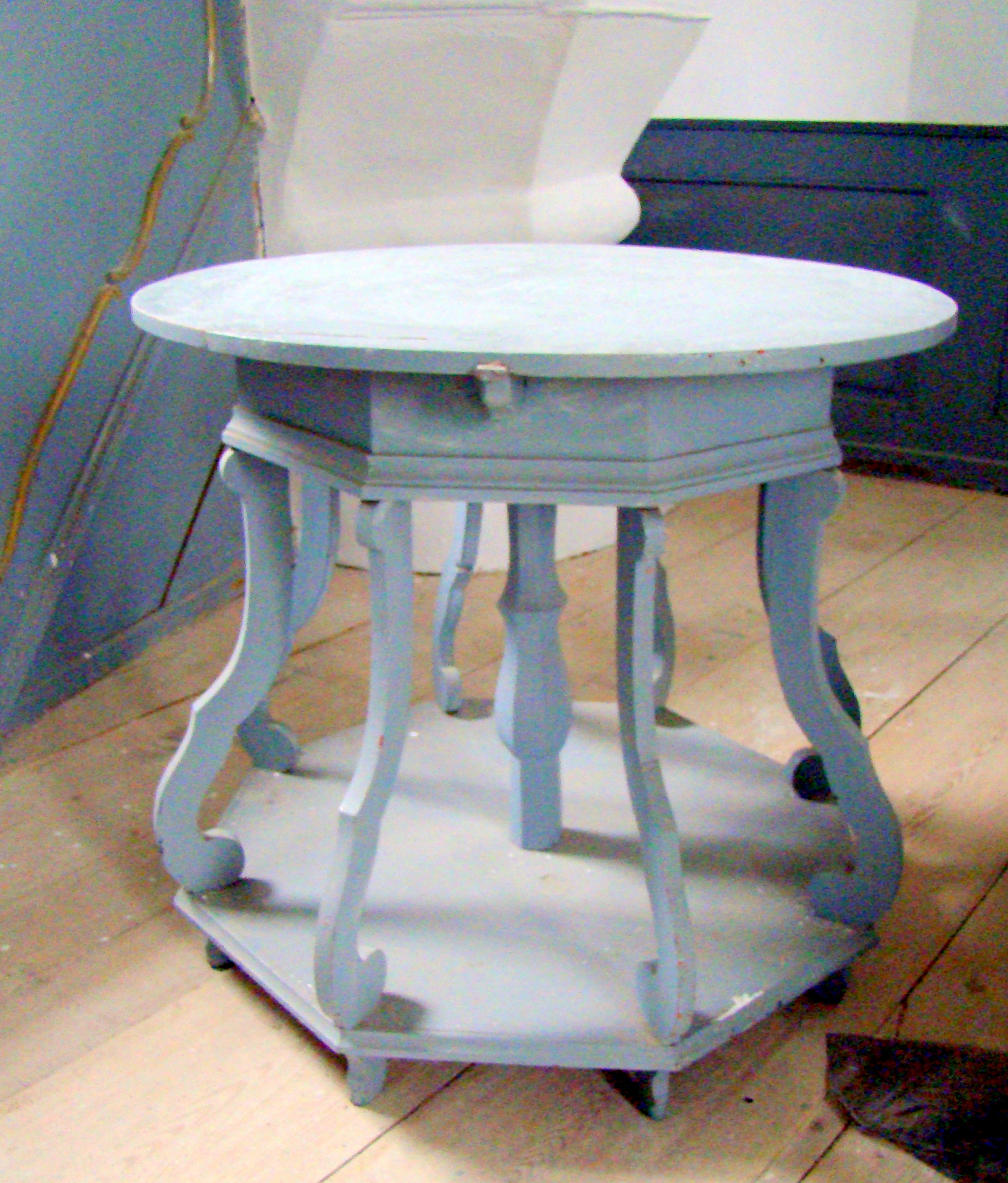
Masa Domnului
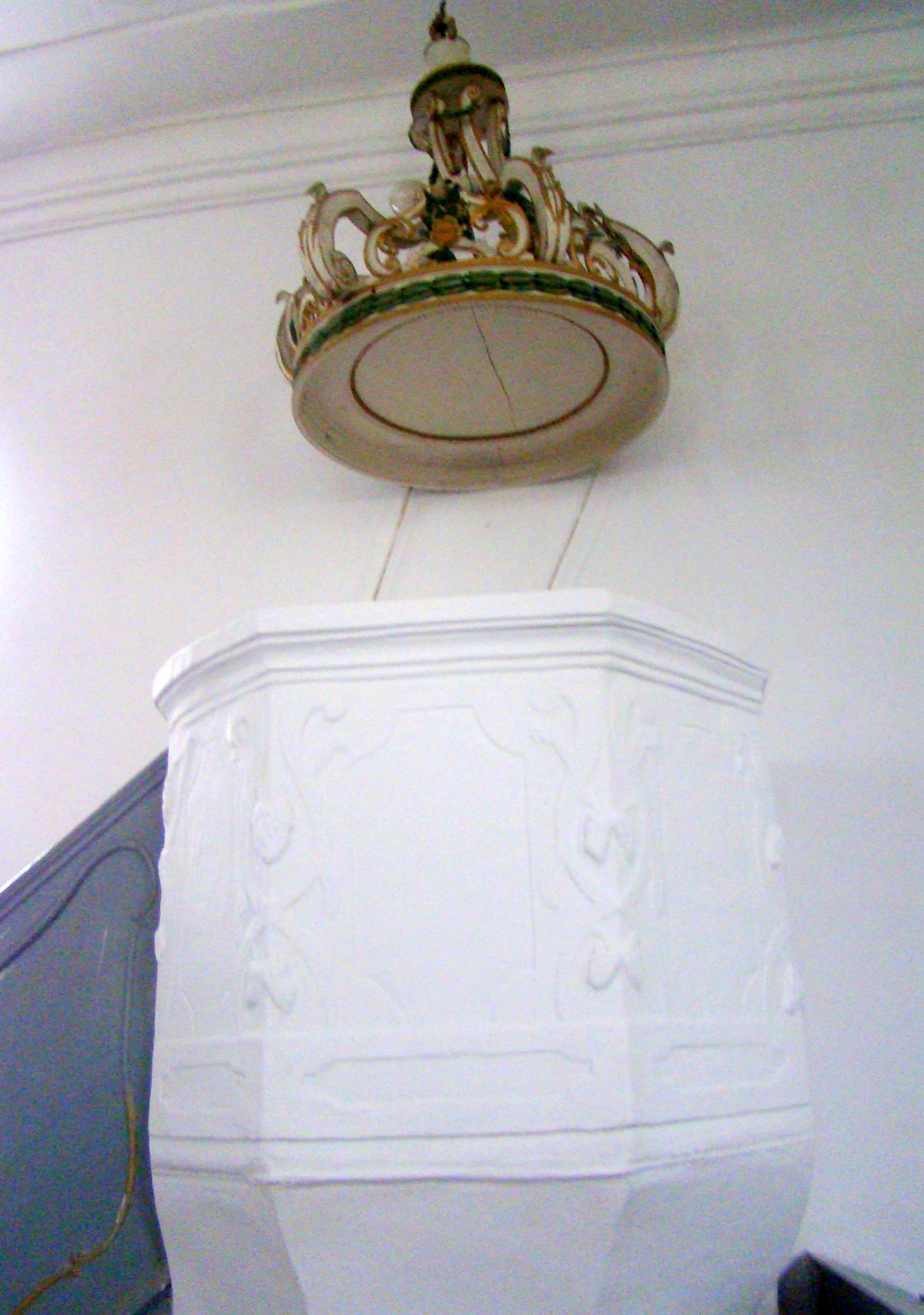
Amvonul
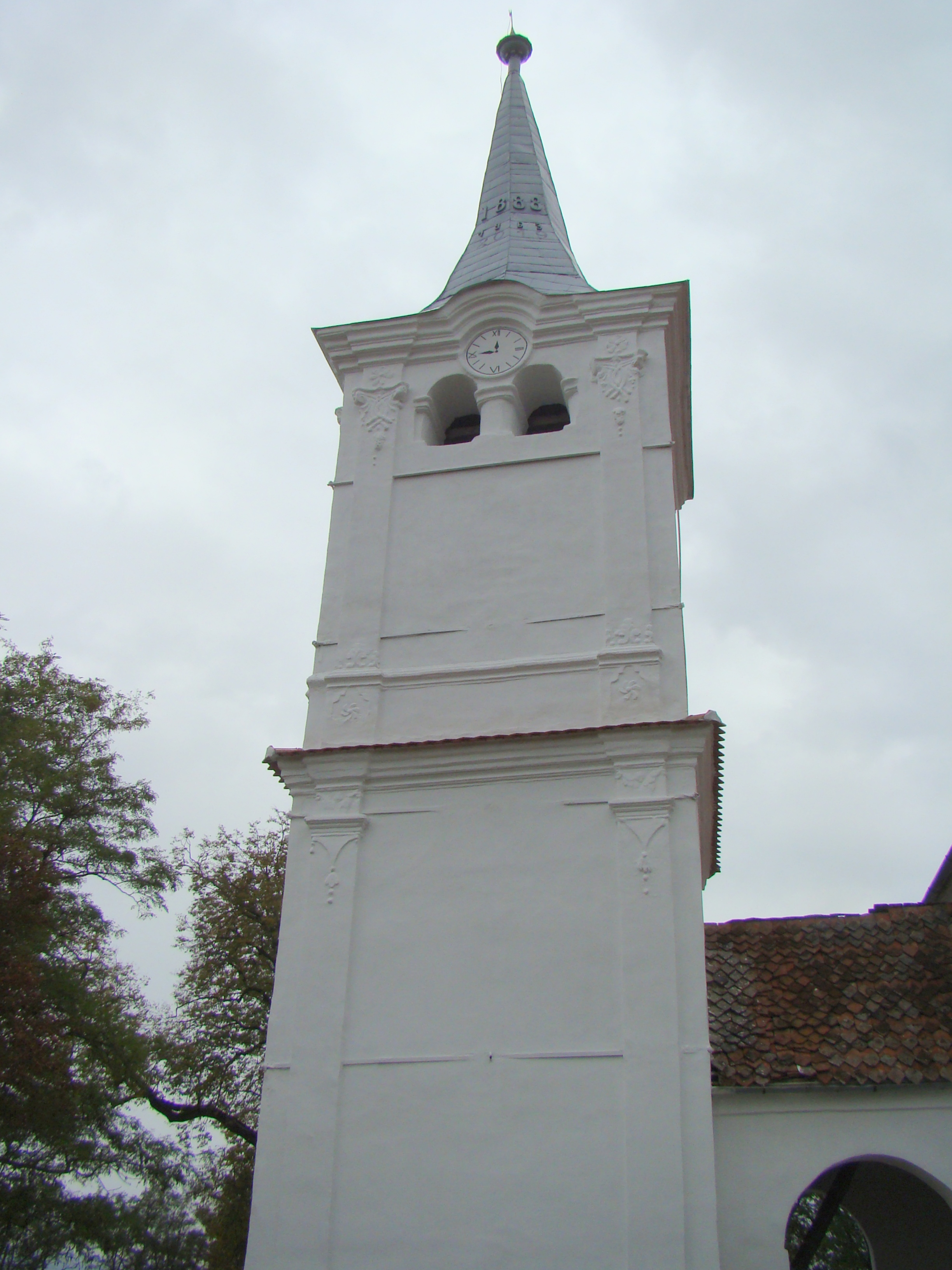
Turnul bisericii reformate

 Acest articol despre o localitate din județul Covasna este deocamdată un ciot. Puteți ajuta Wikipedia prin completarea lui.